# Ломоносов (місто)
Ломоно́сов (до 1948 — Оранієнбаум, рос. Ораниенбаум, фін. Kaarosta, Rampova) — місто, розташоване за 40 км на захід від Санкт-Петербурга, муніципальне утворення в складі Петродворцового району Санкт-Петербурга. Є адміністративним центром Ломоносовського району Ленінградської області, хоч саме в цей район не входить.

## Історія

### Виникнення поселення
Назва Оранієнбаум закріпилася за місцевістю лише з 1710 року. Територіальна близькість до острова Котлін (Кронштадт) зробила Оранієнбаум важливою базою на континенті. Згодом Меншиков розпочав тут будівництво свого палацу. Назву пов'язують з нім. Oranienbaum («помаранчеве дерево» або «апельсинове дерево»). Хоча швидше за все назву теж дав імператор Петро I, що палко симпатизував Вільгельму III Оранському, голландському аристократу, що став королем Англії. Петро мав палке захоплення Голландією, а потім і Британією.

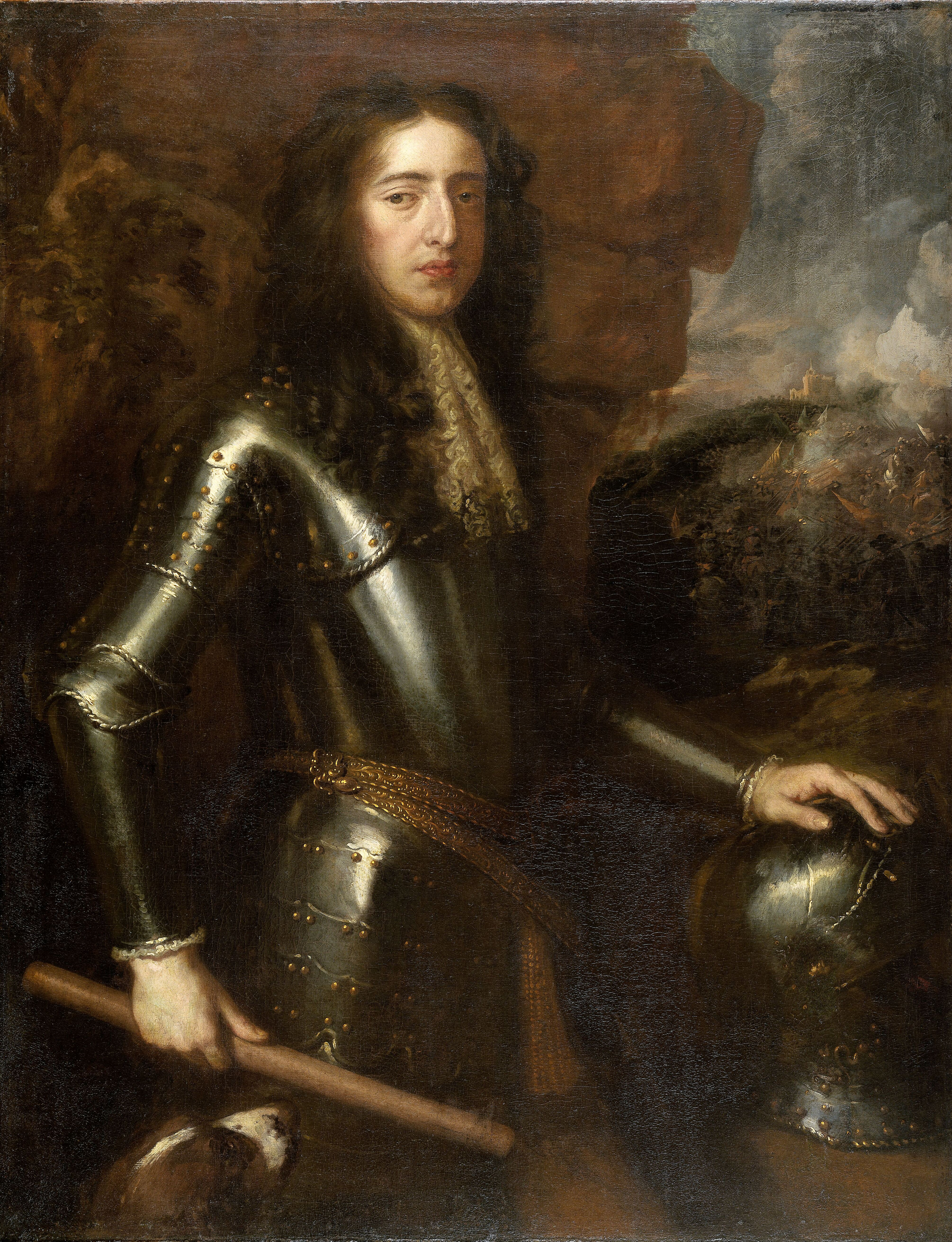
Вільгельм III Оранський, король Англії з 1689 р.

Особа, що сильно залежала від волі та наказів царя, Меншиков розпочав забудову саме за черговим царським наказом. Петро I-ий ще за часів Північної війни роздав землі на узбережжі Балтики вельможам і повелів забудувати садибами з палациками «ізрядної архітектури». Меншиков, що набрав влади і збагатився за війну, будував декілька садиб в різних місцях — в Петергофі «Монкураж», у Стрельні «Фарорит», ще одну садибку в Усть-Іжорі. Це окрім розкішного Італійського палацу на острові Котлін і трохи менш розкішного палацу в Петербурзі (реставрований, нині філія музею Ермітаж). Мимоволі садиба в Ораніенбаумі набула надзвичайного значення.
Усть-Іжора так і залишилась заштатним містечком, до Стрельни цар охолов і подарував її своїй дочці. Цар перебрався у Петергоф, що був ближче до Котліна і Оранієнбаума. Так Оранієнбаум став головним палацовим комплексом і для Меншикова.

## Персоналії
- Стравинський Ігор Федорович (1882—1971) — композитор і диригент українського козацького походження.